# Lino Zambrini
Lino Zambrini (Imola, 6 settembre 1911 – Casteldans, 3 gennaio 1939) è stato un militare italiano, decorato di medaglia d'oro al valor militare alla memoria nel corso della guerra di Spagna.

## Biografia

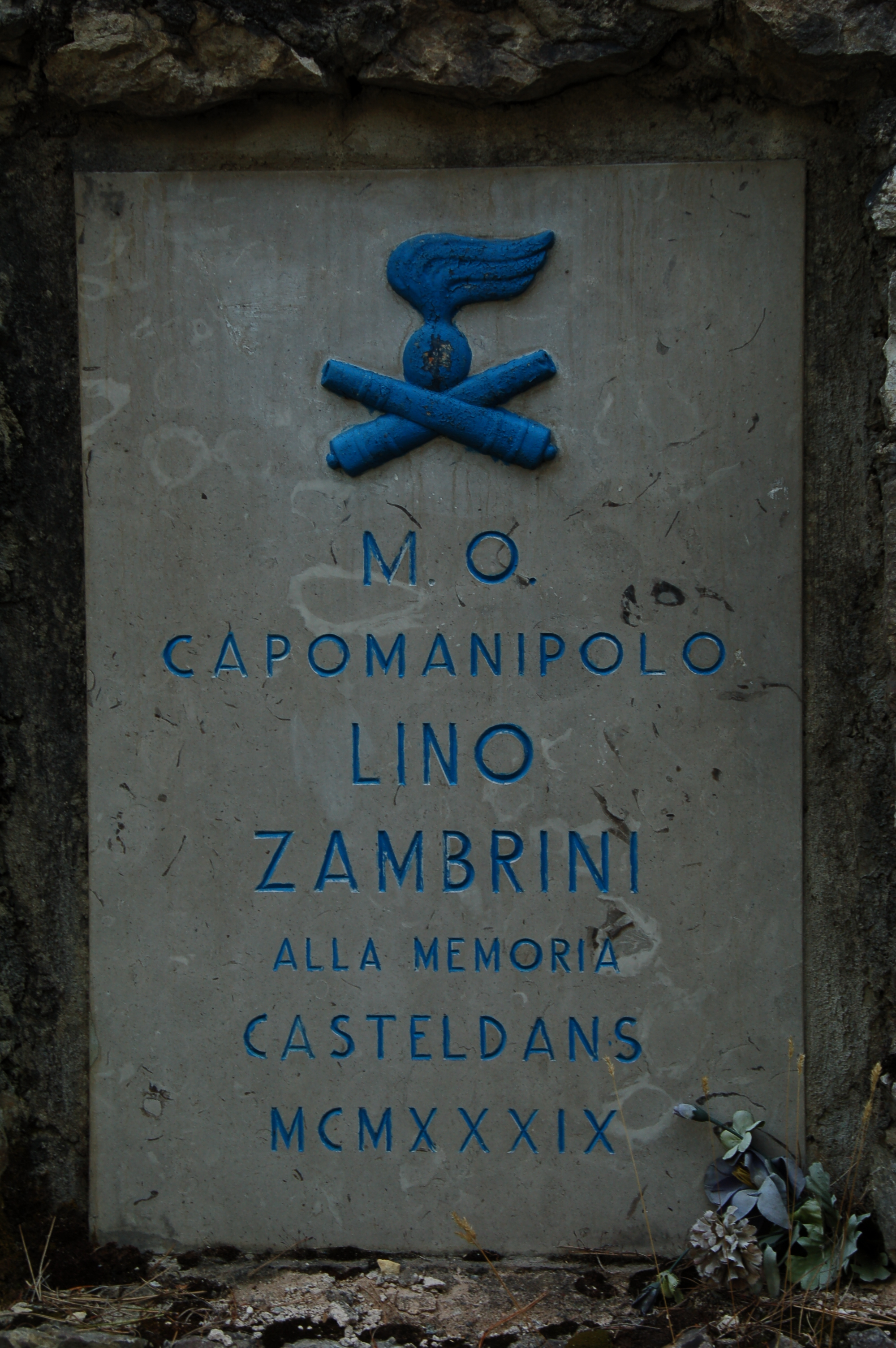
Lapide commemorativa posta sulla strada degli Artiglieri.

Nacque a Imola, provincia di Bologna, il 6 settembre 1911, figlio di Aldo e Angela Marchini. 
Conseguito il diploma di geometra a Bologna nel 1931, si arruolò volontario nel Regio Esercito in qualità di allievo ufficiale di complemento dell'arma di artiglieria nella Scuola di Lucca e nel maggio 1932, fu promosso sottotenente di complemento. Destinato al 26º Reggimento artiglieria da campagna, fu posto in congedo nel settembre 1933. Ritornato alla vita civile lavorò come ispettore presso l'Officina comunale del gas in Bologna dedicandosi, contemporaneamente, alle organizzazioni politiche giovanili. Richiamato in servizio attivo nel febbraio 1935, pochi mesi dopo partì volontario per l’Eritrea col III Gruppo del 19º Reggimento artiglieria della 19ª Divisione fanteria "Gavinana". Nel dicembre dello stesso anno entrò a far parte del Gruppo Bande dell’altopiano di Cheren assumendo il comando di una di esse dopo il combattimento di Af Gagà. In seguito prese parte con il gruppo all'occupazione di Gondar, delle sorgenti del Nilo Azzurro e di Debra Marcos alla testa delle truppe irregolari del Degiac Ghessessù. Ritornato in Italia nel gennaio 1937 fu posto in congedo. Nel giugno 1938 venne richiamato in servizio a domanda nella Milizia Volontaria Sicurezza Nazionale con il grado di capomanipolo, assegnato al IX Battaglione CC.NN. (Camicie Nere) mobilitato per le operazioni legate alla guerra di Spagna.  Cadde in combattimento a Casteldans il 3 gennaio 1939, e fu insignito della medaglia d'oro al valor militare alla memoria.